# Igreja de São Martinho de Mancelos
A Igreja de São Martinho, também designada por Mosteiro de Mancelos, localiza-se em Mancelos, município de Amarante, no distrito do Porto, em Portugal.
A Igreja de São Martinho de Mancelos encontra-se classificada como Imóvel de Interesse Público desde 1934.

## História
Foi construída em meados do século XIII com um projeto associado estilisticamente ao do Mosteiro de Travanca, o principal estabelecimento monástico da região.

## Característica
A igreja tem nave e capela-mor de planta rectangular, típica do românico português. Destaca-se porém a galilé em frente à fachada principal, que deve ter tido função funerária, e a torre que flanqueia a igreja. Essa torre foi transformada em torre sineira em tempos mais recentes.
O portal principal do templo é um item importante da época românica, com um tímpano liso e capitéis com motivos vegetalistas diversos. O tímpano é sustentado por consolas em forma de figuras monstruosas, prováveis personificações do pecado.